# 湯浅真介
湯浅 真介（ゆあさ しんすけ）は日本の実業家。合同会社ユー・エス・ジェイ執行役員副社長CFO。トラベルジャーナル学園 大阪テーマパーク・ダンス専門学校 評議員代表。

## 人物・経歴
大阪市立大学商学部卒業。卒業後、日本の製造業に就職し経理部門に配属される。入社して数年後にアメリカ出向のチャンスを掴み、渡米。アメリカではファイナンスを本格的に学び、帰国後現在の合同会社ユー・エス・ジェイに転職。現在はCFOとして管理財務や経営企画に携わっている。